# Mouyondzi
Mouyondzi (s’écrit également Muyonzi ou Muyondzi) est une localité de République du Congo, chef-lieu du district du même nom, dans le département de la Bouenza.

## Personnalités liées
- Pierre Ntsemou, écrivain
- Claudine Munari, femme politique
- Sébas Enemen, officier général et musicien